# Christopher Campbell
Christopher Lundy „Chris“ Campbell (* 9. září 1954 Westfield, USA) je bývalý americký zápasník, volnostylař. V roce 1992 na olympijských hrách v Barceloně vybojoval v kategorii do 90 kg stříbrnou medaili. V roce 1981 vybojoval zlato, v roce 1990 stříbro a v roce 1977 páté místo na mistrovství světa. V roce 1991 vybojoval stříbro na Panamerických hrách.